# Réaction de Bucherer
Pour les articles homonymes, voir Bucherer.
Ne doit pas être confondu avec Réaction de Bucherer-Bergs.
La réaction de Bucherer est une réaction organique réversible qui permet de convertir un naphtol en naphtylamine par réaction avec l'ammoniaque et le bisulfite de sodium,,,.
Le chimiste français Robert Lepetit est le premier à avoir découvert cette réaction en 1898, mais c'est le chimiste allemand Hans Theodor Bucherer (1869-1949) qui a découvert (indépendamment de Lepetit) sa réversibilité et son potentiel pour la chimie, en particulier pour l'industrie. Bucherer a publié ses résultats en 1904 et c'est son nom qui est attaché à la réaction. Elle est toutefois parfois aussi nommée réaction de Bucherer-Lepetit.

## Mécanisme réactionnel
Dans la première étape, l'un des carbones du naphtol, riche en électrons, est protoné avec une préférence pour le carbone 2 ou le carbone 4 (1). Ceci produit l'adduit stabilisé par mésomérie (composés 1a-1e). Cette dé-aromatisation du premier cycle nécessite un apport d'énergie de 25 kcal·mol-1. 
Dans le seconde étape, un anion bisulfite s'additionne sur le carbone 3 à partir de la forme 1e. Cette addition forme le composé 3a qui se tautomérise en composé 3b, plus stable, qui est le dérivé sulfonique de la tétralone. 
Ce composé subit ensuite une addition nucléophile par l'ammoniaque ou une amine formant le composé 4a et son tautomère 4b, qui perd alors de l'eau pour former le cation 5a stabilisé par mésomérie. Ce composé est déprotoné en imine 5b ou en énamine 5c, un équilibre existant entre les deux espèces. La forme énamine élimine le bisulfite de sodium pour former la naphtylamine 6.
Il est important de noter que cette réaction est réversible. Le mécanisme réactionnel peut d'ailleurs être résumé comme suivant: :
La synthèse de carbazole de Bucherer est proche de cette réaction.